# フェリックス・オーギュスト・クレマン
フェリックス・オーギュスト・クレマン（Félix Auguste Clément、1826年5月20日 - 1888年2月2日）はフランスの画家である。「オリエンタリズム」の画家の一人として知られる。

## 略歴
ドローム県のドンゼール(Donzère)で生まれた。リヨン国立高等美術学校でクロード・ボンヌフォンに学んだ後、1848年にパリのエコール・デ・ボザールに入学し、ミシェル・マルタン・ドロランやフランソワ＝エドゥアール・ピコに学んだ。1856年にローマ賞を受賞した。
ローマ賞の特典で数年間ローマに留学した後、1862年にエジプトを訪れ、スケッチをするとともに、エジプト総督の王子の依頼で宮殿に装飾画を描いた。
1868年にフランスに戻り、1848年には政府の依頼でパドヴァで15世紀の画家、アンドレア・マンテーニャの作品の複製を描く依頼を受けたが仕事の途中で健康を害して帰国した。 1874年から1877年までリヨンの国立高等美術学校の教授を務めた。1877年に再びパドヴァでの仕事を再開した。その後パリに住んだ。 1887年末の冬から、気候のいいアルジェで静養したが、アルジェで亡くなった。

## 作品
- 夕方の娯楽
- 眠るローマ女性 (1859)
- Pendant les fêtes du Baïram au Caire

- ヘリオポリスの水売りとオレンジ売り
- タンバリン奏者
- オリエントの女
- フレデリック・ミストラル-詩人